# Curwensville
Curwensville es un borough ubicado en el condado de Clearfield en el estado estadounidense de Pensilvania. En el año 2000 tenía una población de 2,650 habitantes y una densidad poblacional de 455 personas por km².

## Geografía
Curwensville se encuentra ubicado en las coordenadas 40°58′24″N 78°31′20″O / 40.97333, -78.52222.

## Demografía
Según la Oficina del Censo en 2000 los ingresos medios por hogar en la localidad eran de $27,281 y los ingresos medios por familia eran $36,197. Los hombres tenían unos ingresos medios de $28,145 frente a los $18,598 para las mujeres. La renta per cápita para la localidad era de $14,829. Alrededor del 12.8% de la población estaba por debajo del umbral de pobreza.